# My Life with Dalí
My Life with Dalí – książka francuskiej piosenkarki Amandy Lear, wydana w 1984 roku.

## Informacje ogólne
Książka jest autobiografią artystki, w której opisuje ona swoje osobiste relacje ze słynnym hiszpańskim malarzem Salvadorem Dalí. Treść daje wgląd w życie obojga artystów, którzy przyjaźnili się przez ponad dwie dekady - od połowy lat 60. aż do samej śmierci artysty w 1989 roku. Dzieło posiadało autoryzację samego malarza. W tekście piosenkarka wspomina także o innych artystach, takich jak Pablo Picasso, David Bowie czy Mick Jagger.
Książka oryginalnie została napisana w języku francuskim i wydana pod tytułem Le Dalí d'Amanda. My Life with Dalí to tytuł pierwszego wydania angielskiego, które ukazało się w Wielkiej Brytanii w 1985 roku. Biografia nie została przetłumaczona na język polski, ukazała się tylko w językach: francuskim, angielskim, niemieckim, hiszpańskim, włoskim, japońskim i rosyjskim. W 2004 roku wydano we Francji reedycję książki, zatytułowaną Mon Dalí, uaktualnioną i poszerzoną.